# Jirakit Thawornwong
Jirakit Thawornwong (tiếng Thái: จิรกิตติ์ ถาวรวงศ์, phiên âm: Chi-ra-kít Tha-von-vong, sinh ngày 28 tháng 8 năm 1994) còn có nghệ danh là Mek (เมฆ), là một ca sĩ và diễn viên người Thái Lan. Anh được biết đến qua vai View trong Room Alone 401-410 (2014) và Room Alone 2 (2015), vai Zero trong Ugly Duckling Series: Don't (2015) và vai Hawk trong U-Prince Series (2016–2017).

## Tiểu sử và học vấn
Mek sinh tại Bangkok, Thái Lan. Anh hoàn thành chương trình phổ thông tại trường Satriwithaya. Năm 2017, anh tốt nghiệp cử nhân ngành nghệ thuật truyền thông khoa Nhân Văn trường Đại học Kasetsart.

## Sự nghiệp
Với mong muốn trở thành ca sĩ, Mek tham gia mùa 7 của The Star, một cuộc thi ca hát thực tế, đại diện cho miền Trung Thái Lan, nhưng không lọt vào top 24. Anh tham gia tiếp vào mùa 8, đại diện cho miền Nam Thái Lan, nhưng vẫn bị loại. Anh hợp tác và kí hợp đồng với GMM Grammy để trở thành nghệ sĩ trực thuộc. Anh bước chân vào ngành giải trí với vai trò host của Bang Music Buffet vào năm 2011 và được mời thủ vai Pete trong phim Part Time Lover (2014).
Anh còn tham gia một vài vai chính lẫn phụ như Ugly Duckling (2015),, Kiss: The Series (2016),, U-Prince Series (2016–2017), và Secret Seven (2017).
Hiện anh đã rời GMMTV vào cuối năm 2022.

## Phim tham gia

### Phim điện ảnh
| Năm  | Tên phim        | Vai  | Ghi chú   | Nguồn |
| ---- | --------------- | ---- | --------- | ----- |
| 2013 | Part Time Lover | Pete | Vai chính | [ 3 ] |

### Phim truyền hình
| Năm  | Tên phim                              | Vai                      | Ghi chú   | Nguồn |
| ---- | ------------------------------------- | ------------------------ | --------- | ----- |
| 2014 | Room Alone 401-410                    | View                     | Vai chính | [ 2 ] |
| 2015 | Ugly Duckling: Don't                  | Zero                     | Vai chính | [ 2 ] |
| 2015 | Room Alone 2                          | View                     | Vai chính | [ 3 ] |
| 2016 | Kiss: The Series                      | Thada                    | Vai chính | [ 7 ] |
| 2016 | U-Prince Series: Handsome Cowboy      | Hawk                     | Vai phụ   |       |
| 2016 | U-Prince Series: Foxy Pilot           | Hawk                     | Vai chính |       |
| 2017 | U-Prince Series: Extroverted Humanist | Hawk                     | Vai phụ   |       |
| 2017 | U-Prince Series: Crazy Artist         | Hawk                     | Vai phụ   |       |
| 2017 | U-Prince Series: Ambitious Boss       | Hawk                     | Khách mời |       |
| 2017 | Secret Seven                          | It                       | Vai chính | [ 9 ] |
| 2017 | Love Songs Love Series: Rueng Tee Koh | Sun                      | Vai phụ   |       |
| 2018 | Wake Up Ladies: The Series            | Pat                      | Khách mời |       |
| 2018 | Kiss Me Again                         | Thada                    | Vai phụ   |       |
| 2018 | The Gifted                            | Chanon                   | Vai phụ   |       |
| 2019 | Koo Sah Kadeepuan                     | Chalee                   | Vai chính |       |
| 2019 | The Sand Princess                     | Bom                      | Khách mời |       |
| 2019 | Dark Blue Kiss                        | Thada                    | Vai phụ   |       |
| 2019 | A Gift For Whom You Hate              | Noom                     | Vai chính |       |
| 2020 | Angel Beside Me                       | Luke                     | Vai phụ   |       |
| 2020 | Girl Next Room: Richy Rich            | Khunkhao                 | Vai phụ   |       |
| 2020 | The Gifted: Graduation                | Chanon                   | Vai phụ   |       |
| 2021 | An Eye for an Eye                     | Kampanad Junlasakborirak | Vai phụ   |       |
| 2021 | Oh My Boss                            | Nat                      | Khách mời |       |
| 2021 | The Player                            | Matt                     | Vai phụ   |       |
| 2022 | Star & Sky                            | Kuafah                   | Vai chính |       |

## Đời tư
Jirakit là anh trai của ca sĩ, diễn viên Worranit Thawornwong. Bố của anh mất ngày 21 tháng 8 năm 2019.